# هتل فولرتون سنگاپور
هتل فولرتون سنگاپور (انگلیسی: The Fullerton Hotel Singapore) یک هتل لوکس پنج ستاره در نزدیکی دهانه رود سنگاپور در مرکز شهر سنگاپور است. این ساختمان در ابتدا به نام ساختمان فولرتن، و همچنین ساختمان اداره پست عمومی معروف بود. آدرس آن در میدان فولرتون اول است. نام ساختمان فولرتن به دلیل اینکه رابرت فولرتون، اولین والی تنگه (۱۸۲۶–۱۸۲۹) بود، نامگذاری شده است.
ساختمان کنونی هتل در سال ۱۹۲۴ میلادی و به‌عنوان بخشی از جشن صد سالگی حکومت بریتانیا بر سنگاپور، با کاربری اداره پست عمومی راه‌اندازی شده‌بود. بعدها به عنوان ساختمان اداری اصلی شرکت «Major P.H. Keys of Keys & Dowdeswell»، شرکت معماران شانگهای طراحی شد که این پروژه را از طریق طراحی معماری، ساختمان کنگره، ساختمان پیوسته و بیمارستان عمومی سنگاپور طراحی کرد.

## تاریخچه

### فورت فولرتون و سنگ سنگاپوری

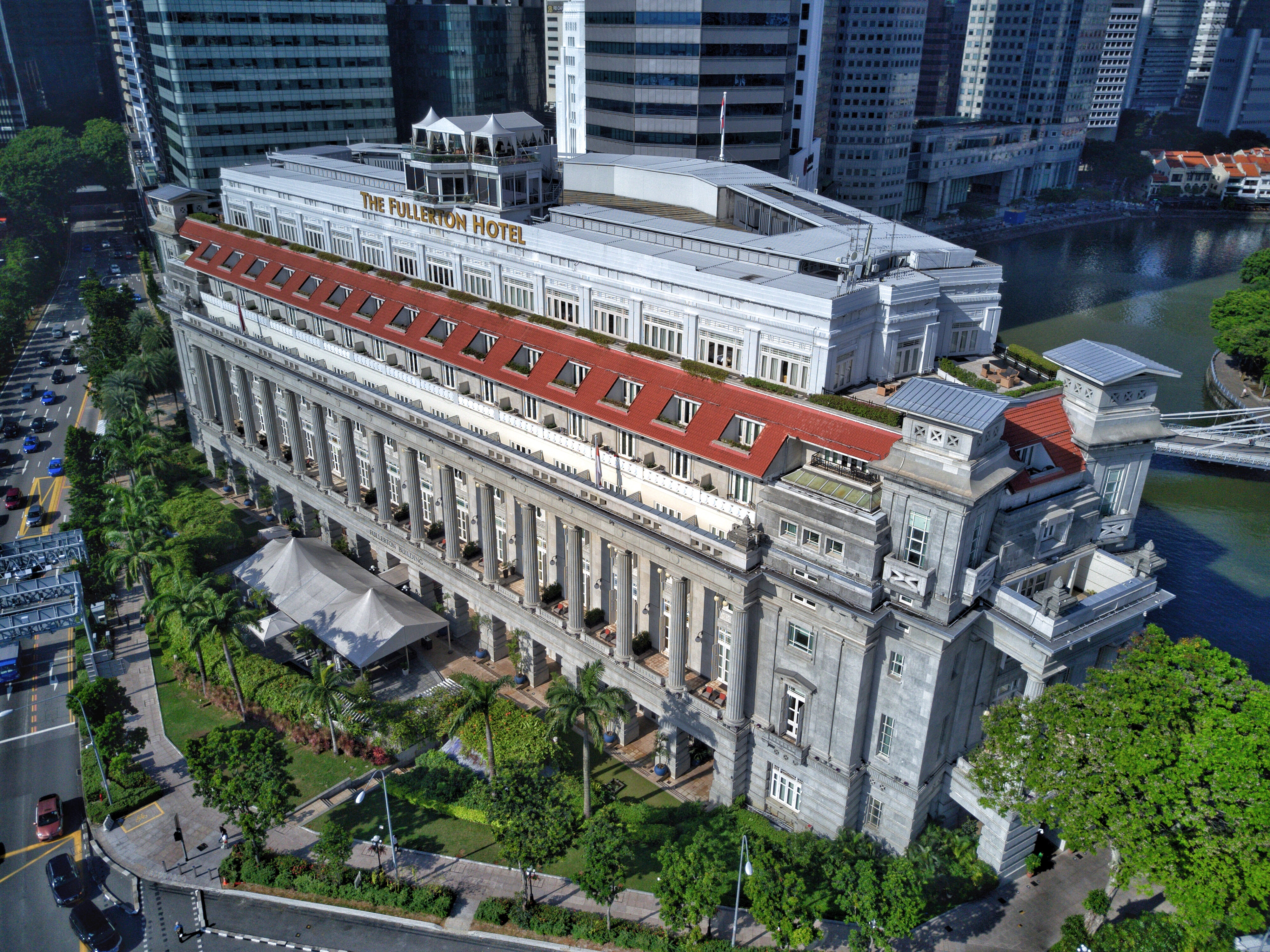
منظر هوایی از هتل فولرتن، سنگاپور. عکاسی در اکتبر ۲۰۱۸

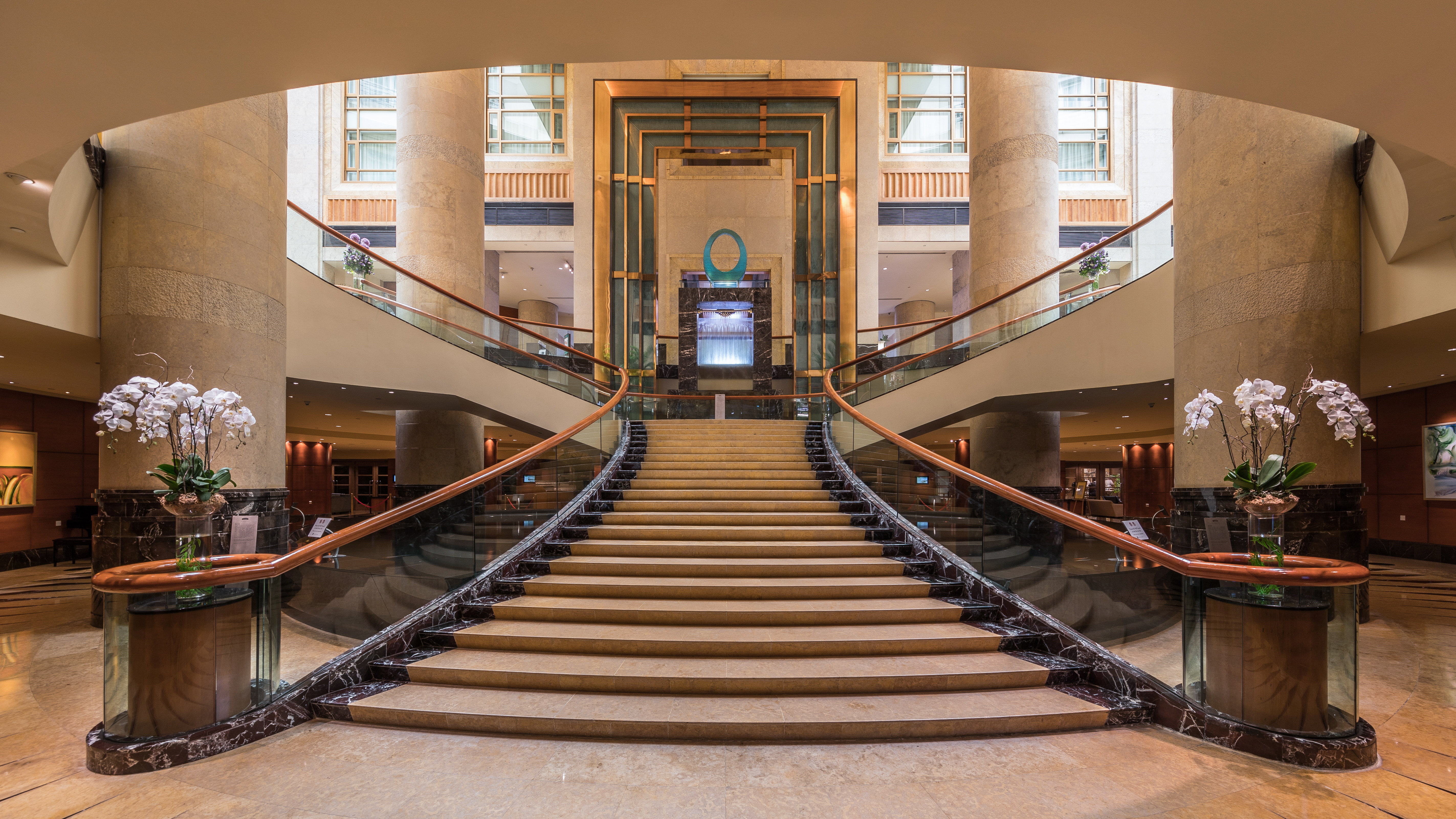
نمایی از راه‌پله اصلی لابی هتل فولرتن.

بخش شمالی این ساختمان، قلعه فورت فولرتون است که در سال ۱۸۲۹ ساخته شد تا از ساکنان آن در برابر هر نوع حملات دریایی دفاع کند. این قلعه شامل یک توپ توپخانه، یک خانه برای افسران، سربازخانه برای سربازان و یک تفنگ ۶۸ پوندی است که از ورودی رودخانه محافظت می‌کند که قبلاً به نام میدان فولرتون شناخته می‌شد. در سال ۱۸۴۳ این قلعه به‌وسیلهٔ یک سنگ ماسه ای یکپارچه، با سنگ سنگاپوری گسترش یافت با یک کتیبه نوشته شده که تخریب شده است و احتمالاً قدمت آن به قرن سیزدهم بازمی‌گردد. متأسفانه سنگ سنگاپوری توسط انگلیسی‌ها نابود شد. تکه‌ای از این سنگ یکپارچه، در مجموعه موزه ملی در خیابان استامفورد «Stamford» نجات داده شد. با این حال، انتقادات زیادی در خصوص ساختمان فورت فولرتون وجود داشت.

### دفتر پست عمومی
این ساختمان به‌عنوان دفتر عمومی پست (GPO) در نظر گرفته شده‌بود و این هدف استراتژیک از بنای این ساختمان بود. GPO دو طبقه پایین را با سالن‌های پست، دفاتر و اتاق‌های مرتب‌سازی پوشش می‌داد. نامه‌هایی دریافت شده از طریق یک نوار نقاله به زیرزمین می‌رفت و به اتاق تفکیک نامه‌ها ارسال می‌شد. یکی از خاطره‌انگیزترین ویژگی‌ها، باجه خدمات منحنی شکل بود که تقریباً ۹۰ متر طول داشت. زیرزمین به یک دالان ۳۵ متری وصل بود، که تونل GPO می‌نامیدند که در زیر جاده فولرتون تا اسکله امتداد داشت. از آنجا با یک آسانسور کیسه‌های نامه را به اسکله اصلی می‌آورد و سپس به کشتی‌هایی که در اسکله لنگر انداخته بودند، منتقل می‌شد.

### باشگاه سنگاپور

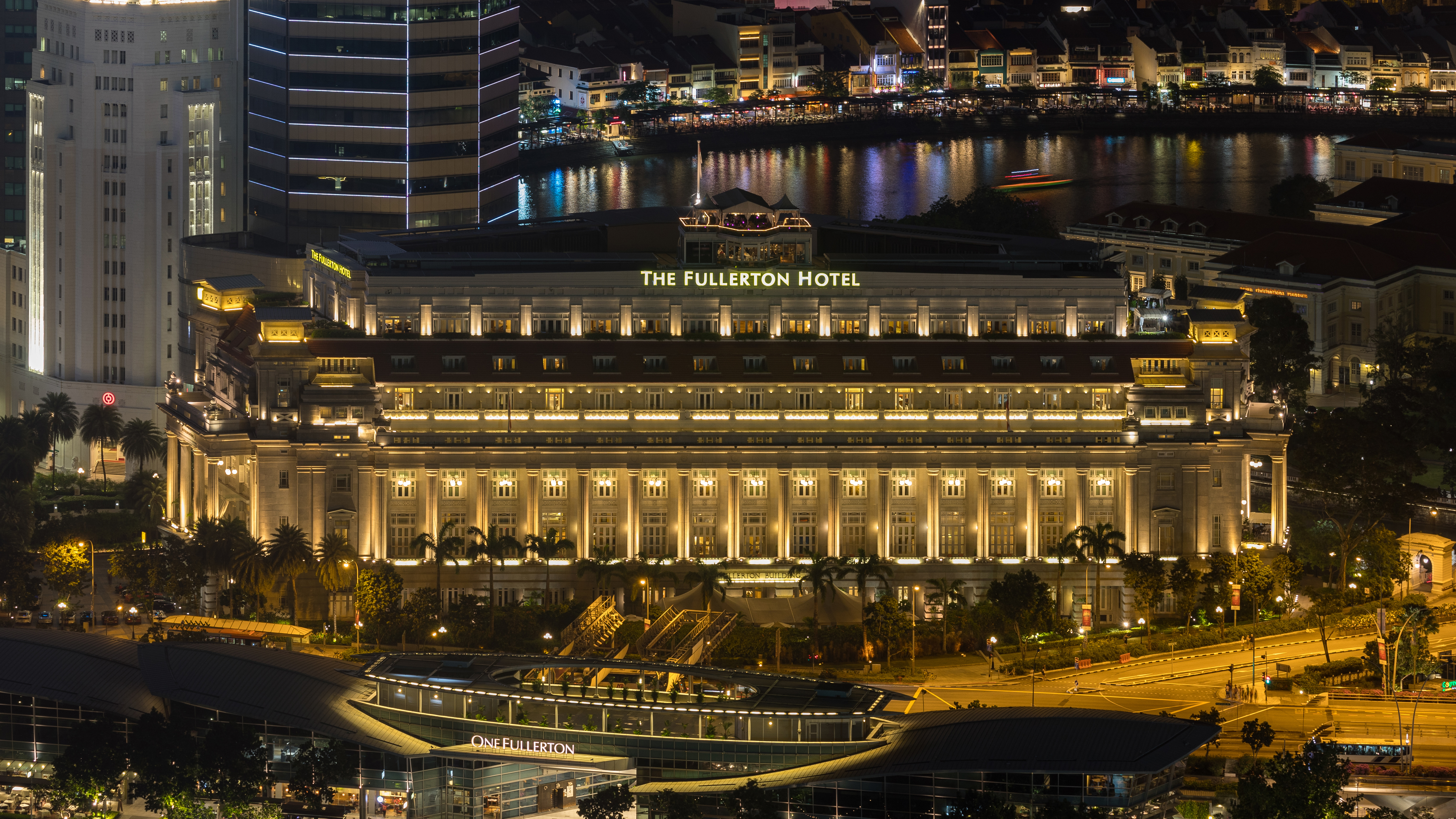
نگاره‌ای از منظر هتل فولرتون سنگاپور در شب.

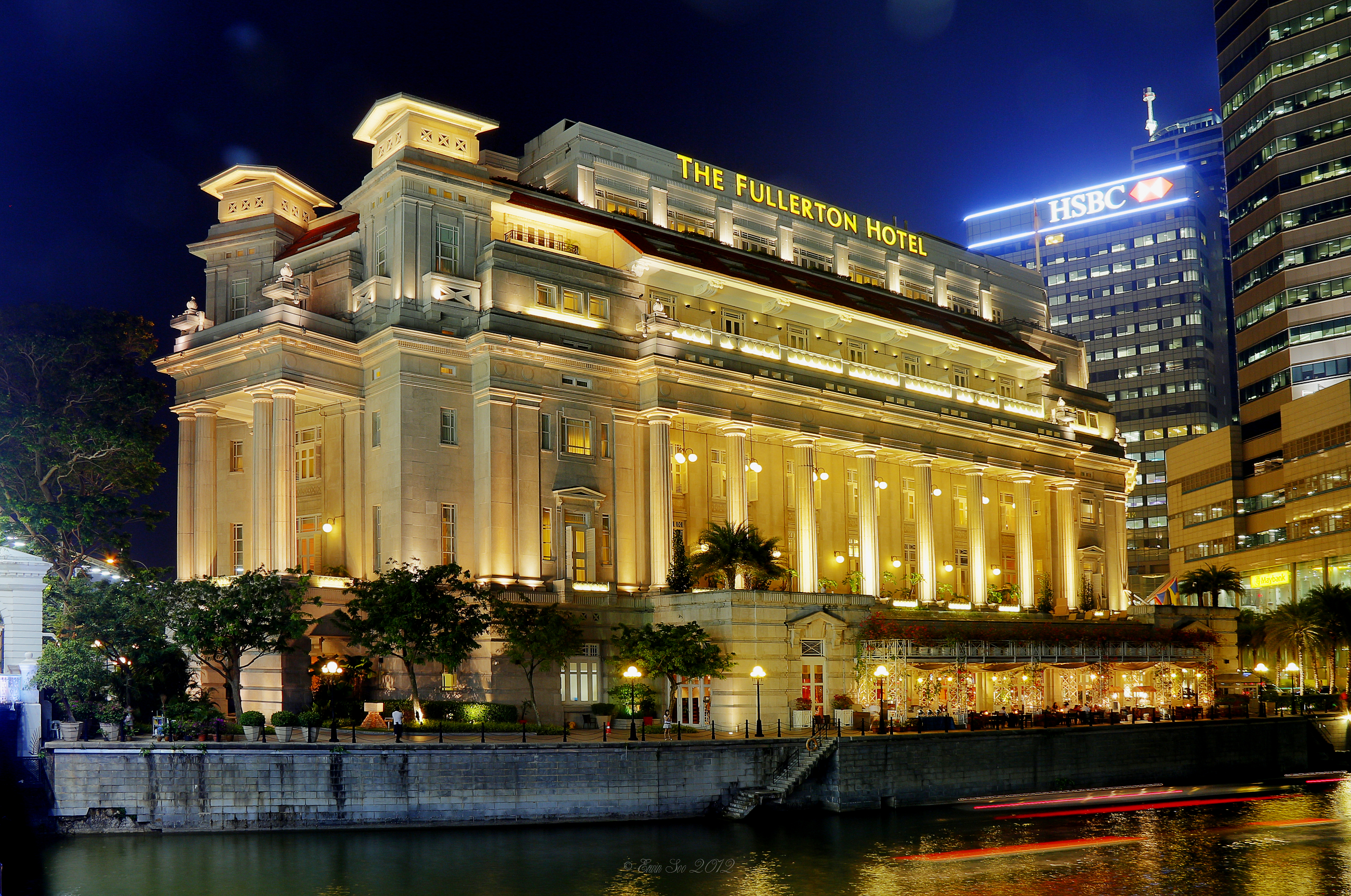
هتل لوکس پنج ستارهٔ فولرتون در مارینا بِی در هستهٔ تجاری سنگاپور واقع شده است.

باشگاه اختصاصی سنگاپور به طبقات بالای ساختمان اجاره می‌دهد تا نیازها و راحتی اعضای خود را تأمین کند. این شرکت فقط اجازه ورود به سرمایه‌داران مهم اروپایی و کارمندان دولت بریتانیا را می‌داد. آپارتمانی وجود داشت که در آن اعضا شام می‌خوردند، لم می‌دادند، و بیلیارد و ورق‌بازی می‌کردند. آسایشگاه‌ها در طبقه زیر شیروانی، اتاق نشیمن را برای اعضا فراهم می‌کرد. زمانی که هیئت‌مدیره توسعه اقتصادی (EDB)در سال ۱۹۶۱ تأسیس شد، باشگاه سنگاپور را از ساختمان فولرتن بیرون کرد. پس از آن، باشگاه سنگاپور در کلیفورد هوس (Clifford House) در اسکله کالیر و سپس به ساختمان تجاری تنگ در نزدیک اسکله قایق کالیفرنیا نقل مکان کرد و ساختمان فولرتن برای استفاده از EDB و دفاتر دولتی دیگر آزاد شد.

### جنگ جهانی دوم
چند روز قبل از تسلیم شدن انگلستان به ژاپن در سال ۱۹۴۲، ساختمان به عنوان بیمارستان مورد استفاده قرار می‌گرفت و به اتاق‌های جراحی موقت برای مداوای سربازان مجروح انگلیسی تبدیل شده‌بود. در طی اشغال سنگاپور توسط ژاپن، سر شنتون توماس و لیدی توماس به اتاق‌های خواب باشگاه سنگاپور پناه بردند.